# Petitia
Petitia là một chi thực vật có hoa trong họ Hoa môi (Lamiaceae).

## Loài
Chi Petitia gồm các loài: